# Janis Papadimitriu
Janis Papadimitriu (gr.: Γιάννης Παπαδημητρίου; ur. 15 maja 1976 w Chalkidzie) – grecki piłkarz występujący na pozycji obrońcy.

## Kariera klubowa
Papadimitriu karierę rozpoczynał w 1994 roku w trzecioligowej Chalkidzie. Pod koniec 1995 roku przeszedł do pierwszoligowej Skody Ksanti. W pierwszej lidze zadebiutował 17 grudnia 1995 w przegranym 0:1 meczu z Iraklisem. Z kolei 7 kwietnia 1996 w wygranym 4:0 pojedynku z Arisem Saloniki strzelił swojego pierwszego gola w lidze. Zawodnikiem Skody był do końca kariery w 2010 roku. W tym czasie najwyższą pozycją w lidze, wywalczoną ze Skodą, była 4. w sezonie 2004/2005.

## Kariera reprezentacyjna
W reprezentacji Grecji Papadimitriu zadebiutował 16 sierpnia 1999 w wygranym 3:2 towarzyskim meczu z Meksykiem. W drużynie narodowej rozegrał 5 spotkań, wszystkie w 1999 roku.